# 範俊
範俊（はんしゅん、長暦2年（1038年） - 天永3年4月24日（1112年5月21日））は、平安時代後期の真言宗の僧。父は興福寺大威儀師仁静。
初め興福寺伝法院末明に師事し、その後小野曼荼羅寺（後の随心院）成尊僧都から金剛界・胎蔵界の両部の秘法を学んだ。1082年（永保2年）祈雨法を修して霊験を著したが、義範の妨害にあい那智山に隠遁した。その後、白河天皇は範俊を召し出して小野曼荼羅寺に住まわせ、堀河天皇に譲位した後はその護持僧とした。1100年（康和2年）興福寺寺務、1106年（嘉承元年）東寺長者、1110年（天永元年）権僧正に至った。